# انتخابات سراسری نپال (۲۰۲۲)
انتخابات سراسری نپال، ۲۰ نوامبر ۲۰۲۲ در نپال برای انتخاب ۲۷۵ عضو مجلس نمایندگان برگزار شد. دو برگه رای در انتخابات وجود داشت. یکی برای انتخاب ۱۶۵ عضو از حوزه‌های انتخابیه تک عضوی از طریق FPTP و دیگری برای انتخاب ۱۱۰ عضو باقی مانده از یک حوزه انتخابیه در سراسر کشور از طریق نمایندگی نسبی در لیست حزبی.
این نظرخواهی در کنار سایر تصمیم‌گیری‌های ولایتی برای هفت مجتمع استانی برگزار گردید.
پس از شکست مذاکرات تقسیم قدرت در ۲۵ دسامبر ۲۰۲۲ بین حزب ائتلاف چپ دموکراتیک و حزب حاکم، پوشپا کمال دحال، رئیس CPN (مرکز مائوئیست) نخست‌وزیر شد، کابینه هشت نفره وی متشکل است از نمایندگان حزب کمونیست نپال (مرکز مائوئیست)، CPN (UML)، حزب راستیا سواتانترا و حزب جنامت و ۳ حزب مستقل RPP, JSP, NUP.

## پیشینه
پنجمین مجلس نمایندگان منتخب در سال ۲۰۱۷ یک دوره پنج ساله داشت که در مارس ۲۰۲۳ به پایان می‌رسد. در ماه مه ۲۰۱۸، احزاب CPN (مارکسیست-لنینیست متحد) و CPN (مرکز مائوئیست) ادغام شدند و حزب کمونیست نپال را تشکیل دادند. ادغام بین دو شریک ائتلافی، مجموع قدرت آنها را در مجلس نمایندگان به ۱۷۴نفر رساند. رهبران دو حزب توافق کردند که پست نخست‌وزیری را با رئیس CPN (مارکسیست-لنینیست متحد) KP شرما اولی تقسیم کنند و پس از دو سال و نیم این پست را به پوشپا کمال دحال رئیس مرکز مائوئیست واگذار نمایند. در ۲۰ نوامبر ۲۰۱۹، دو رهبر توافق کردند که اولی دوره کامل نخست‌وزیری خود را به پایان برساند. در جلسه دبیرخانه حزب کمونیست نپال در ۱۴ نوامبر ۲۰۲۰، دحال یک سند سیاسی ارائه کرد که شرما اولی را متهم کرد که از دستورها حزب پیروی نمی‌کند و فردگرا است. شرما اولی در پاسخ به دحال، اتهامات دحال را رد کرد و یک سند سیاسی رو کرد که دحال را متهم می‌کرد که اجازه نداده‌است اولی دولت را اداره کند. در ادامه درگیری‌ها در حزب، اولی از رئیس‌جمهور بیدیا دوی بانداری درخواست کرد تا مجلس نمایندگان را در ۲۰ دسامبر ۲۰۲۰منحل کند زیرا یک درخواست عدم اعتماد علیه وی در حال آماده شدن بود. در اعتراض به این تصمیم اولی، هفت وزیر کابینه استعفا دادند.